# Алексеев, Николай Леонтьевич
Николай Леонтьевич Алексеев (14 апреля 1927 года, с. Сулковка Винницкая область — 12 октября 1987 года, с. Чесма, Челябинская область) — комбайнёр Тарутинской МТС Чесменского района Челябинской области. Герой Социалистического Труда (11.01.1957).

## Биография
В начале 30-х годов семья Алексеевых переехала на Южный Урал. Завершив обучение в школе, пошёл работать в колхоз имени Т. Г. Шевченко. Позже окончил курсы механизаторов при Тарутинской МТС. В 1940 году начал работать комбайнёром. В 1956 году на прицепном комбайне «Коммунар» показал высокие результаты в работе и намолотил 17000 центнеров зерна.
Указом от 11 января 1957 года за достижения высоких производственных результатов Николай Алексеев был удостоен звания Герой Социалистического Труда с вручением Ордена Ленина и золотой медали «Серп и Молот».
С 1967 года трудился помощником бригадира полеводческой бригады. В 1970 году по состоянию здоровья ушёл на заслуженный отдых.
В 1963 году стал членом КПСС. Избирался районным депутатом трудящихся Чесменского района.
Умер 12 октября 1987 года. Похоронен на кладбище в селе Чесма.

## Награды
Имеет следующие награды, за трудовые успехи:
- Герой Социалистического Труда (11.01.1957);
- Орден Ленина (11.01.1957);
- Медаль «За освоение целинных земель» (1956);
- Бронзовая медаль ВДНХ (1974).

Почётный гражданин Чесменского района с 1976 года.